# 聯合國香港協會
聯合國香港協會（英語：United Nations Association of Hong Kong）是由香港企業家與社會運動參與者馬文輝於1953年成立的「香港人民」團體，採取比較激進及以基層公眾為主的路線以推動香港政治制度改革。

## 目標與行動
馬文輝創設聯合國香港協會之目的是要推廣《聯合國憲章》所標舉的人權、平等、自決、自由、民主等價值原則，如：
- 1945年《聯合國憲章》第1條所載明之「尊重人民平等權利及自決原則」（respect for the principle of equal rights and self-determination of peoples（英语：s:Charter of the United Nations））
- 《聯合國憲章》第十一章「關於非自治領土之宣言」（Declaration Regarding Non-Self-Governing Territories（英语：s:Charter of the United Nations））第73條：「...其人民尚未臻自治之充分程度者，承認以領土居民之福利為至上之原則...以充分增進領土居民福利...（...whose peoples have not yet attained a full measure of self-government recognize the principle that the interests of the inhabitants of these territories...promote to the utmost...the well-being of the inhabitants of these territories）：

（子）於充分尊重關係人民之文化下，保證其政治、經濟、社會、及教育之進展，予以公平待遇，且保障其不受虐待。（to ensure, with due respect for the culture of the peoples concerned, their political, economic, social, and educational advancement, their just treatment, and their protection against abuses）
（丑）按各領土及其人民特殊之環境、及其進化之階段，發展自治；對各該人民之政治願望，予以適當之注意；並助其自由政治制度之逐漸發展。」（to develop self-government, to take due account of the political aspirations of the peoples, and to assist them in the progressive development of their free political institutions, according to the particular circumstances of each territory and its peoples and their varying stages of advancement）
- 1960年聯合國大會1514號決議中通过的《給予殖民地國家和人民獨立之宣言》。
- 1966年《公民權利及政治權利國際公約》

並響應促使香港在列之「非自治領土」（Non-Self-Governing Territories）獨立的呼籲，馬文輝關於香港前途的自治運動以普世價值為道德基礎。馬文輝認為港人應該生於斯、長於斯，而且死於斯，要建立一個屬於港人的自治政體，被視為是香港政治史上相當具獨立意味的本土意識與身份認同論述。
1962年9月，聯合國香港協會「自治關注組」去信聯合國總部，要求聯合國批准該關注組派出代表出席下一次的「殖民主義問題特別委員會」，該委員會是為貫徹聯合國的反殖民地決議而設立的。1963年3月，時為共產國家的波蘭代表在委員會反對聯合國考慮此要求，出席案遂未成立。
1966年，馬文輝等人發起「壹圓運動」募款支持擔任聯合國協會副主席的市政局議員葉錫恩赴英國促請英政府改革司法制度、解決財閥壟斷、開放立法局民選議席等問題。她以英國女王伊麗莎白二世的國會演說中「協助餘下殖民地的人民達至獨立或其自由選擇的主權地位」要求英國政府遵守承諾，給予香港自治。

## 其他主張與活動
聯合國香港協會的著名活動包括每逢周日、周三五時於香港大會堂八樓展覽廳舉辦的「海德公園講座」及「民意講座」，這個文化沙龍議題從時事政治、法律哲學到建築、文化、旅遊等包羅萬有，成為馬文輝政治教育和匯集民意的場所，目的是仿效倫敦海德公園自由辯論風氣，讓人民暢所欲言，並延續運作至今。協會並於1961年提出大膽進取的政治及社會改革計劃書，其民主政綱包括要求不論種族國籍的投票權及公民權利、免於恐懼的言論自由、讓公民認識民主政府的中小學免費教育、以分區民選議會取代市政局，先開放港民投票選出立法局議員的過渡方案及至一個全面普選的立法局。聯合國協會也組織小販、徙置區居民等弱勢階層爭取權益。